# Адді ульд Ахмед
Адді (Хаді, Худ) ульд Ахмед (араб. هدي ولد أحمد بن دمان; д/н — бл. 1684) — 1-й володар емірату Трарза в 1668—1684 роках.

## Життєпис
Походив з арабського племені мгафра (відомого також як трарза). Син Ахмеда ібн Дамана, шейха клана бану-терруз. 1640 року після смерті останнього Адді став новим шейхом клану. Водночас значний вплив в племені трарза мали також його стрийки і вуйки.
1644 року на південному заході постає Держава зуайя, яку створили бербери з племені лемтуна. В результаті племена трарза виявилися відрізаними від торгівельних шляхів біля річки Сенегал. Водночас імам Насир ад-Дін впровадив закят (податок) на усі арабські племена. Це викликало невдоволення. Адді здійснював напади на каравани, що йшли до володінь імама. Приводом до відкритої війни став заклик суфія Бабби щодо скасування закяту. В результаті війна з державою зуайя отримала назву Шерр Бабба (Війна Бабби).
На початку 1650-х років Адді ульд Ахмеду вдалося перетягнути берберів Бракни на свій бік. 1650 року він завдав Державі зуайя поразки біля Хассі Діжу, але того ж року військо мгафра було переможено біля Тіртіласи. 1656 року Адді вдалося укласти тимчасовий мир з імамом Аль-Факіх Ламіном. Проте новий імам Усман поновив військові дії. В результаті Адді ульд Ахмед мусив визнати зверхність останнього.
Втім він 1668 року підготував повстання арабських племен. В результаті йому вдалося завдати поразки Усману, який загинув. За цим Адді оголосив себе еміром, оскільки його влада й вплив серед племен мгафра (трарза) значно зміцнилася. вуйки і стрийки вимушені були визнати його владу.
Але боротьба проти імамів зуайя тривала до 1674 року, коли в двох запеклих битвах біля Амодера і Агни знищено військо імама Агд аль-Мухтара. Рештки зуайя втекли на південь, частина було переведено під владу шейхів трарзи.
За деякими відомостями Адді ульд Ахмед помер ще до того — 1672 року. Інші дослідники вважають, що цього року він передав фактичну владу синові Аль-Сиду, а сам помер 1684 року.